# Culicoides arschanicus
Culicoides arschanicus är en tvåvingeart som beskrevs av Mirzayeva 1984. Culicoides arschanicus ingår i släktet Culicoides och familjen svidknott. Inga underarter finns listade i Catalogue of Life.